# CHES
CHES (чес, аббревиатура от Workshop on Cryptographic Hardware and Embedded Systems, рус. Симпозиум по криптографическому оборудованию и встраиваемым системам) — ежегодная международная криптографическая конференция, специализирующаяся на криптографическом оборудовании, встраиваемым системам и практическом применении криптографических алгоритмов. CHES занимает второе место в мире по величине после Международной криптологической конференции CRYPTO и является основным форумом для презентации научных достижений в области криптографического оборудования и безопасности встраиваемых систем. Ежегодно в конференции принимают участие более 300 инженеров и учёных из более чем 30 стран, присылая около 150 научных работ, отбор из которых проходят около 20 %. Спонсируется Международной ассоциацией криптологических исследований.

## История

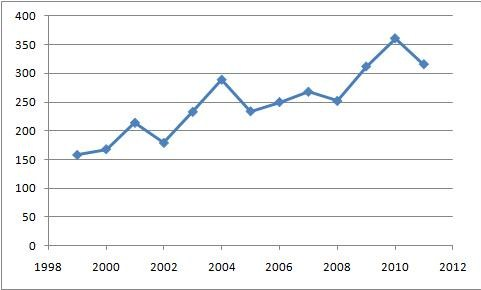
Количество участников по годам

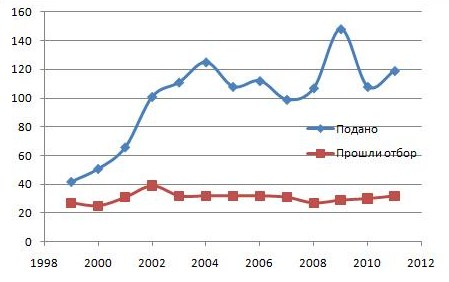
Количество статей по годам

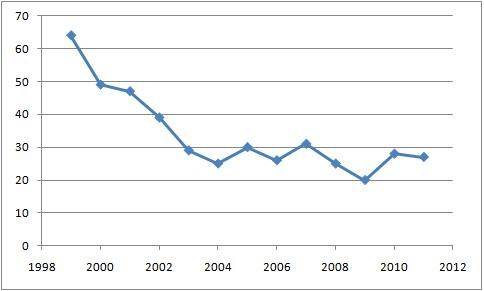
Процент прохождения

Первая в истории конференция CHES была проведена в августе 1999 года в Вустерском политехническом Институте, Вустер, Массачусетс, США. Организационный комитет составляли Четин К. Коч из Государственного университета Орегона и Кристоф Паар из Рурского университета, Бохум, Германия. С тех пор Конференция проводится ежегодно в различных городах США, Европы и Японии. В CHES ’99 участие приняли 158 человек. В последние годы число участников превышает 300, что делает конференцию одним из самых значимых событий научного криптографического сообщества.
| Год  | Подано | Прошли отбор | Процент | Участники |
| ---- | ------ | ------------ | ------- | --------- |
| 1999 | 42     | 27           | 64      | 158       |
| 2000 | 51     | 25           | 49      | 168       |
| 2001 | 66     | 31           | 47      | 214       |
| 2002 | 101    | 39           | 39      | 179       |
| 2003 | 111    | 32           | 29      | 233       |
| 2004 | 125    | 32           | 25      | 289       |
| 2005 | 108    | 32           | 30      | 234       |
| 2006 | 112    | 32           | 26      | 250       |
| 2007 | 99     | 31           | 31      | 268       |
| 2008 | 107    | 27           | 25      | 252       |
| 2009 | 148    | 29           | 20      | 312       |
| 2010 | 108    | 30           | 28      | 361       |
| 2011 | 119    | 32           | 27      | 316       |

## Места проведения конференций CHES
- 1999, 2000 — Вустер, Массачусетс, США
- 2001 — Париж, Франция
- 2002 — Редвуд-сити, Калифорния, США
- 2003 — Кёльн, Германия
- 2004 — Бостон, Массачусетс, США
- 2005 — Эдинбург, Шотландия
- 2006 — Йокогама, Япония
- 2007 — Вена, Австрия
- 2008 — Вашингтон, округ Колумбия, США
- 2009 — Лозанна, Швейцария
- 2010 — Санта-Барбара, Калифорния, США
- 2011 — Нара, Япония
- 2012 — Лёвен, Бельгия

## Основные направления
Основными направлениями СHES являются все аспекты криптографического оборудования и безопасности встраиваемых систем. На конференции обсуждаются новые результаты исследовательского сообщества, индустрии и других заинтересованных групп. Особое внимание уделяется трудам, описывающим новые методы защиты и эффективные аппаратные применения, а также высокоскоростное и защищённое программное обеспечение для встраиваемых систем, таких как чипы, микропроцессоры, DSP и тому подобные. Цель конференции — проложить мост между криптографическим исследовательским сообществом и областью практических применений криптографии. Обычно CHES подразделяется на секции по направлениям. Например, секции CHES 2010 включали в себя следующие темы:

### Прикладная криптография
- Аппаратные архитектуры для криптографических алгоритмов с открытыми и закрытыми ключами.
- Криптографические процессоры и сопроцессоры.
- Аппаратные ускорители для протоколов безопасности.
- Генераторы случайных и псевдослучайных чисел.
- Физически не клонируемые функции.
- Эффективное программное обеспечение для встраиваемых процессоров.

### Атаки и противодействия атакам
- Атаки по сторонним каналам и защита от них.
- Атаки по ошибкам и защита.
- Защита от аппаратных прерываний.

### Методологии и инструменты
- Компьютерная криптографическая разработка.
- Методы аутентификации и средства для построения защиты.
- Техники безопасного программирования.

### Приложения
- Криптография в беспроводных устройствах.
- Криптография для повсеместного компьютинга.
- Защита для FPGA.
- Аппаратная защита IP.
- Перенастраиваемое оборудование для криптографии.
- Безопасность в коммерческих системах.
- Технологии и оборудование для защиты контента.
- Проверенные компьютерные платформы.

### Взаимодействия между криптографической теорией и практикой
- Новые криптографические алгоритмы и протоколы для встраиваемых устройств.
- Нетрадиционные криптографические технологии.
- Специальное оборудование для криптоанализа.

## Регламент
Авторы представляют свои работы с помощью специальной электронной системы подачи. Детали процедуры подачи выкладываются на официальном сайте CHES в момент запуска системы, обычно за месяц до окончания сроков подачи документов. Присылаемые тексты докладов должны быть анонимными, без имен авторов или очевидных ссылок на них. Каждый доклад должен начинаться с заголовка, короткой аннотации и списка ключевых слов. Максимальный размер доклада ограничен 15 страницами. Доклады, поданные на другие конференции или опубликованные где-либо ранее, к участию не допускаются.

## Оргкомитет
Оргкомитет СHES действует в соответствии с «Правилами и Указаниями для Организационных Комитетов» Международной организации криптологических исследований. Он состоит из постоянных и временных членов. Постоянными членами по состоянию на ноябрь 2011 года являются: Четин Коч, Кристоф Паар, как основатели конференции, и Жан-Жак Куискате (Quisquater), получивший пост за активное участие в конференции с 1999 года. Временные члены выбираются на трехлетний срок. Комитет выбирает Председателя, представителя для МАКИ и пресс-секретаря из числа своих членов. Оргкомитет собирается, по крайней мере, один раз в год на конференции. Решения принимаются в случае, если большинство присутствующих членов согласны с ними. Кроме того, некоторые вопросы могут решаться посредством электронной почты.
Список членов комитета по состоянию на 2011 год:
- Christophe Clavier
- Lejla Batina
- Kris Gaj
- Çetin Kaya Koç
- Stefan Mangard
- Christof Paar
- Bart Preneel
- Jean-Jacques Quisquater
- Akashi Satoh
- François-Xavier Standaert
- Tsuyoshi Takagi
- Ingrid Verbauwhede